# Piper indiciflexum
Piper indiciflexum är en pepparväxtart som beskrevs av William Trelease. Piper indiciflexum ingår i släktet Piper och familjen pepparväxter. Inga underarter finns listade i Catalogue of Life.